# Pont de Farø
Le pont de Farø est un pont du Danemark qui relie les îles de Falster et Seeland et qui passe au-dessus du détroit de Storstrøm. Il traverse aussi l'île de Farø qui est situé à mi-chemin des deux extrémités du pont.
Un deuxième pont, de taille plus petite, relie les îles de Farø à Bogø, puis à Møn.

## Histoire
Le pont de Farø a été inauguré par la reine Margrethe II le 4 juin 1985. Il a été construit en raison d'embouteillages trop fréquents sur le pont du Storstrøm (inauguré en 1937).

## Description
La partie sud du pont traverse le détroit de Storstrøm entre les îles Falster et Farø. Cette section à haubans est longue de 1 726 mètres. Le pont dispose de portées longues jusqu'à 290 mètres, et se situe à 26 mètres au-dessus de la mer. Le pont est assuré par des câbles de suspension longs de 95,14 mètres chacun (achevées en 1984). Cette section à haubans est l'une des premières de Scandinavie (le premier était le pont de Strömsund). Les deux tours supportant la portée disposent d'une construction en losange, dont la structure débute de chaque côté de la chaussée et se joint en un point au-dessus du centre du pont. Il n'y a qu'une seule rangée de câbles de suspension, le long de l'axe de la chaussée.
La partie nord du pont relie les îles de Farø et Seeland. Cette section à poutres est longue de 1 596 mètres. La portée la plus longue est long de 40 mètres, et le pont est situé 20 mètres au-dessus du niveau de la mer.
La construction a été réalisée par un consortium de Campenon Bernard, Højgaard & Schultz, Kampax, Monberg & Thorsen et Polensky & Zöllner.

## Réseau routier
Le pont se compose à la fois des routes européennes E47 (vers Lolland) et E55 (vers Falster). Le tracé de ces routes, qui passe par Copenhague et Elseneur, rejoint l'Europe continentale par les liaisons ferry. Un autre passage situé à Lolland, le lien fixe du Fehmarn Belt, pourra remplacer la plupart des liaisons maritimes avec l'Allemagne, et en acheminer plus facilement le trafic.